# Fargo (Arkansas)
Fargo es un pueblo ubicado en el condado de Monroe en el estado estadounidense de Arkansas. En el Censo de 2010 tenía una población de 98 habitantes y una densidad poblacional de 57,94 personas por km².

## Geografía
Fargo se encuentra ubicado en las coordenadas 34°57′13″N 91°10′36″O / 34.95361, -91.17667. Según la Oficina del Censo de los Estados Unidos, Fargo tiene una superficie total de 1.69 km², de la cual 1.64 km² corresponden a tierra firme y (2.76%) 0.05 km² es agua.

## Demografía
Según el censo de 2010, había 98 personas residiendo en Fargo. La densidad de población era de 57,94 hab./km². De los 98 habitantes, Fargo estaba compuesto por el 43.88% blancos, el 56.12% eran afroamericanos, el 0% eran amerindios, el 0% eran asiáticos, el 0% eran isleños del Pacífico, el 0% eran de otras razas y el 0% pertenecían a dos o más razas. Del total de la población el 0% eran hispanos o latinos de cualquier raza.